# Ehsan Pahlavan
Ehsan Pahlavan (en persa: احسان پهلوان‎; Bojnourd, 25 de julio de 1993) es un futbolista iraní que juega en la demarcación de centrocampista para el Foolad FC de la Iran Pro League.

## Selección nacional
Tras jugar en la selección de fútbol sub-20 de Irán y la sub-23, finalmente el 4 de junio de 2017 debutó con la selección absoluta en un encuentro amistoso contra Montenegro que finalizó con un resultado de 1-2 a favor del combinado iraní tras los goles de Stevan Jovetić para Montenegro, y un doblete de Sardar Azmoun para Irán.

## Clubes
| Club                 | País | Año         | Partidos | Goles |
| -------------------- | ---- | ----------- | -------- | ----- |
| Gostaresh Foolad FC  | Irán | 2011 - 2013 | 3        | 0     |
| Zob Ahan FC (cedido) | Irán | 2013        | 11       | 1     |
| Sepahan FC (cedido)  | Irán | 2014        | 1        | 0     |
| Zob Ahan FC          | Irán | 2014 - 2017 | 116      | 13    |
| Tractor Sazi FC      | Irán | 2017 - 2019 | 32       | 6     |
| Zob Ahan FC          | Irán | 2019 - 2020 | 23       | 1     |
| Persepolis FC        | Irán | 2020 - 2022 | 66       | 0     |
| Foolad FC            | Irán | 2022 -      | 21       | 0     |

## Palmarés

### Campeonatos nacionales
| Título            | Club        | País | Año  |
| ----------------- | ----------- | ---- | ---- |
| Copa Hazfi        | Zob Ahan FC | Irán | 2015 |
| Copa Hazfi        | Zob Ahan FC | Irán | 2016 |
| Supercopa de Irán | Zob Ahan FC | Irán | 2016 |